# Gustave Charmoille
Gustave Charmoille (* 16. September 1878 in Villers-Chemin-et-Mont-lès-Étrelles; † unbekannt) war ein französischer Turner.

## Erfolge
Gustave Charmoille nahm 1906 an den Olympischen Zwischenspielen in Athen teil und startete sowohl im Einzelmehrkampf mit fünf Übungen als auch im Einzelmehrkampf mit sechs Übungen. Im Wettkampf mit fünf Übungen belegte er mit 94 Punkten hinter seinem Landsmann Pierre Payssé mit 97 Punkten und dem Italiener Alberto Braglia mit 95 Punkten den dritten Platz. Der anschließende Sechskampf wurde von allen Teilnehmern bestritten, die sämtliche Einzeldisziplinen des Fünfkampfs absolviert hatten. Als sechste Übung wurde ein Sprung quer über das Pauschenpferd verlangt. Die Wertungspunkte wurden zu den bereits im Fünfkampf erzielten Punkten hinzuaddiert. Payssé verteidigte seine Führung und beendete den Wettkampf mit 116 Punkten, ein Punkt vor Alberto Braglia. Gustave Charmoille wurde mit 113 Punkten erneut Dritter.
Bei den Weltmeisterschaften 1903 in Antwerpen gewann Charmoille mit der Mannschaft die Goldmedaille. 1907 in Prag erreichte er mit der Mannschaft den zweiten Platz, während er am Reck Weltmeister wurde.
Charmoille gehörte 1908 zur französischen Delegation bei den Olympischen Spielen in London. Im Einzelmehrkampf erreichte er 222 Punkte und belegte damit den 26. Platz.